# Saareküla (Saaremaa)
Saareküla is een plaats in de Estlandse gemeente Saaremaa, provincie Saaremaa. De plaats heeft de status van dorp (Estisch: küla) en telt 42 inwoners (2021).
Tot in oktober 2017 lag Saareküla in de gemeente Laimjala. In die maand werd Laimjala bij de fusiegemeente Saaremaa gevoegd.
De plaats ligt aan de zuidkust van het eiland Saaremaa aan de Baai van Saastna (Estisch: Saastna laht).
Tussen Allikalahe en Saareküla ligt het kunstwerk Blesta kivi, dat geïnspireerd is door Stonehenge. Het bestaat uit een altaar binnen een ring van stenen en is opgedragen aan de fictieve godheid Blesta, ‘godin van het noorden’.

## Geschiedenis
Saareküla werd voor het eerst genoemd in 1453 onder de naam Holm. In 1562 ontstond een landgoed Saare (Duits: Holmhof). De plaats lag ten zuidwesten van het landgoed.
Het landgoed Holmhof was in handen van de staat totdat tsaar Paul I het in 1798 aan de Ridderschap van Ösel (Saaremaa) gaf. Het nog bestaande landhuis is gebouwd op het eind van de 18e en verbouwd in het midden van de 19e eeuw. Na de onteigening door het onafhankelijk geworden Estland in 1919 diende het vele jaren als weeshuis. Het is in particuliere handen en ligt op het grondgebied van het buurdorp Saaremetsa.
Het buurdorp Rannaküla werd in 1977 bij Saareküla gevoegd, werd in 1997 weer zelfstandig, maar kwam in 2017 weer bij Saareküla. Die laatste ingreep was noodzakelijk omdat in de fusiegemeente Saaremaa die in 2017 werd gevormd, nog een dorp Rannaküla lag. Ook Saaremetsa hoorde tussen 1977 en 1997 bij Saareküla.